# Асташонок, Валерий Павлович
Валерий Павлович Асташонок — советский военный деятель, организатор и участник партизанского движения в Великой Отечественной войне.

## Биография
Родился в 1922 году в деревне Слобода. Член КПСС.
Участник Великой Отечественной войны: командир взвода партизанской бригады «За Родину» имени А. К. Флегонтова, комиссар партизанского отряда имени Валькова Брестского партизанского соединения
В послевоенное время — секретарь Свирского райисполкома, милиционер в Гомельской области, участник борьбы с националистическим подпольем.
Окончил Минскую школу милиции, Высшую школу МВД РСФСР.
В 1956—1961 гг. — начальник отдела борьбы с хищением социалистической собственности и спекуляцией Белорусской ССР.
В 1961—1975 гг. — начальник Брестского областного управления МВД БССР.
Постановлением Госсовета ПНР от 17.01.1964 за номером 0/27 был удостоен Серебряного Креста Virtuti Militari.
В 1975—1980 гг. — заместитель начальника Минской высшей школы МВД СССР по общим вопросам.
Умер в 1980 году в Минске.

## Награды
- Орден Трудового Красного Знамени
- Орден Красной Звезды
- Орден Знак Почёта